# Fissidens sardous
Fissidens sardous är en bladmossart som beskrevs av De Notaris 1869. Fissidens sardous ingår i släktet fickmossor, och familjen Fissidentaceae. Inga underarter finns listade i Catalogue of Life.